# Victorius
Victorius je německá powermetalová hudební skupina založená v roce 2004 v německém městě Lipsko. V roce 2008 vyšlo jejich první demo album nazvané Demo 2008 a o dva roky později na vlastní náklad vydali debutovou desku Unleash the Titans. Jejich zatím poslední a v pořadí čtvrté album Heart of the Phoenix vyšlo na začátku roku 2017.

## Sestava
- Andreas Dockhorn – basová kytara
- Dirk Scharsich – kytara
- David Baßin – zpěv
- Steven Lawrenz – kytara
- Rustam Guseinov – bicí

Victorius, sestava Metal Frenzy, Gardelegen 2017
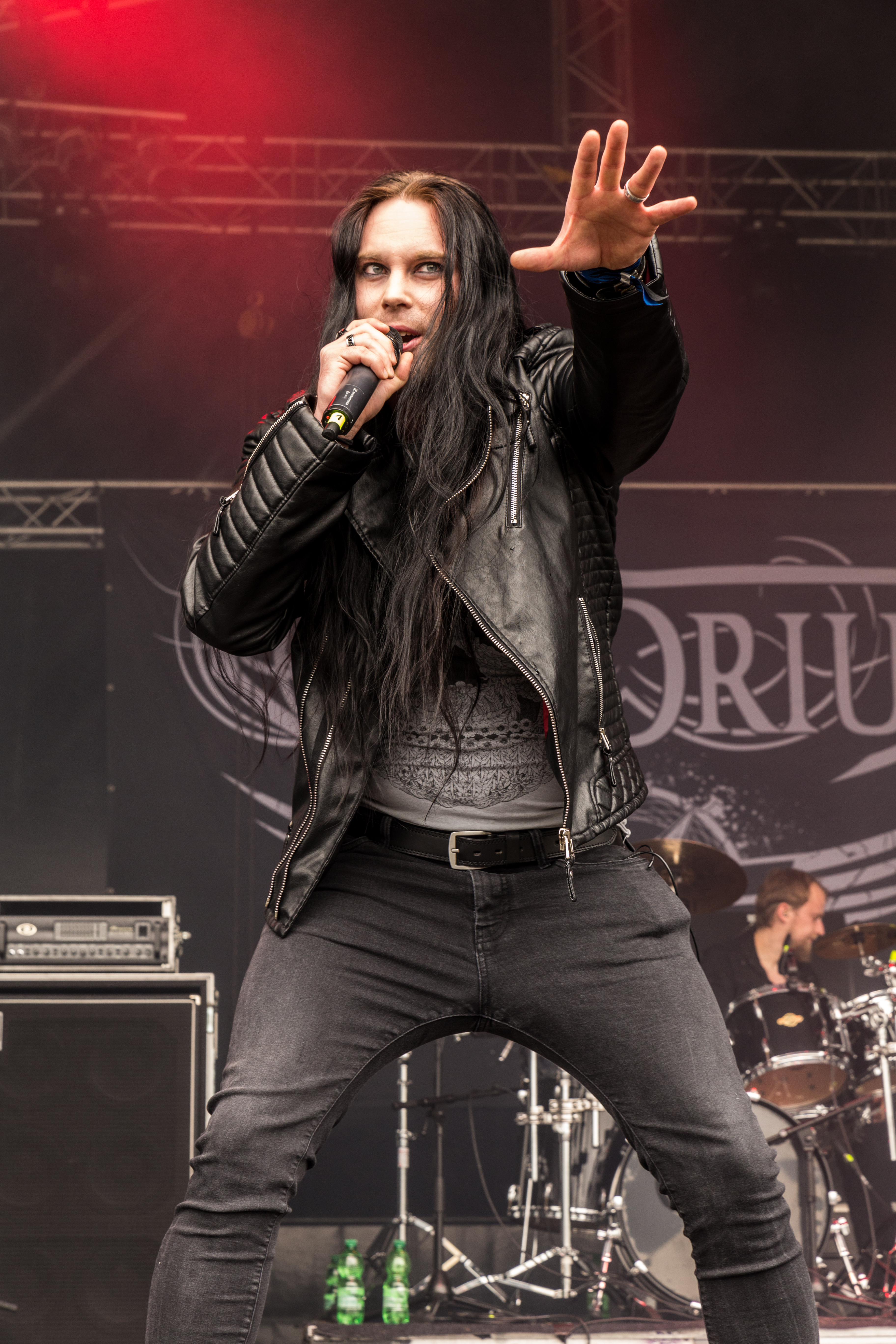
David Baßin
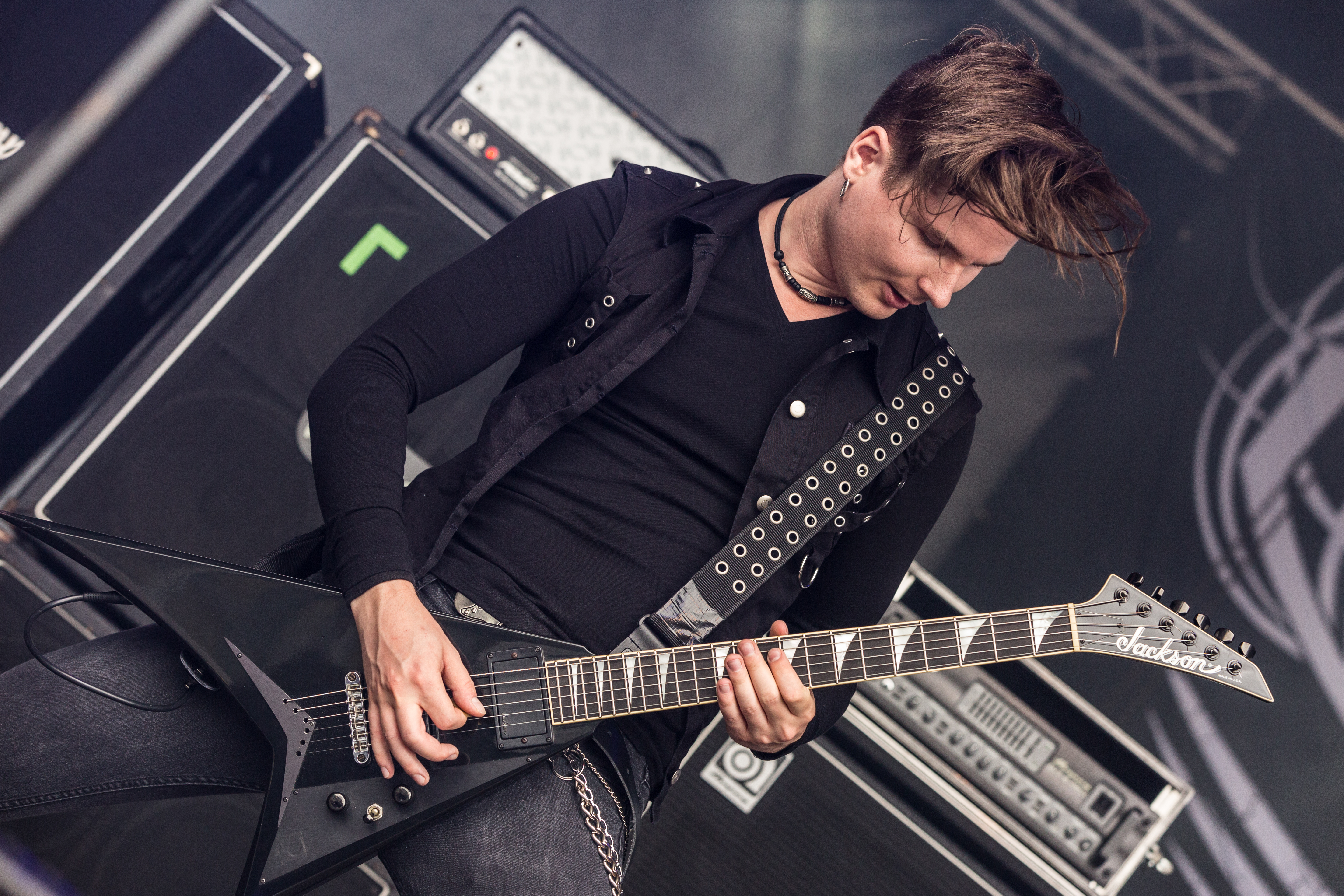
Dirk Scharsich
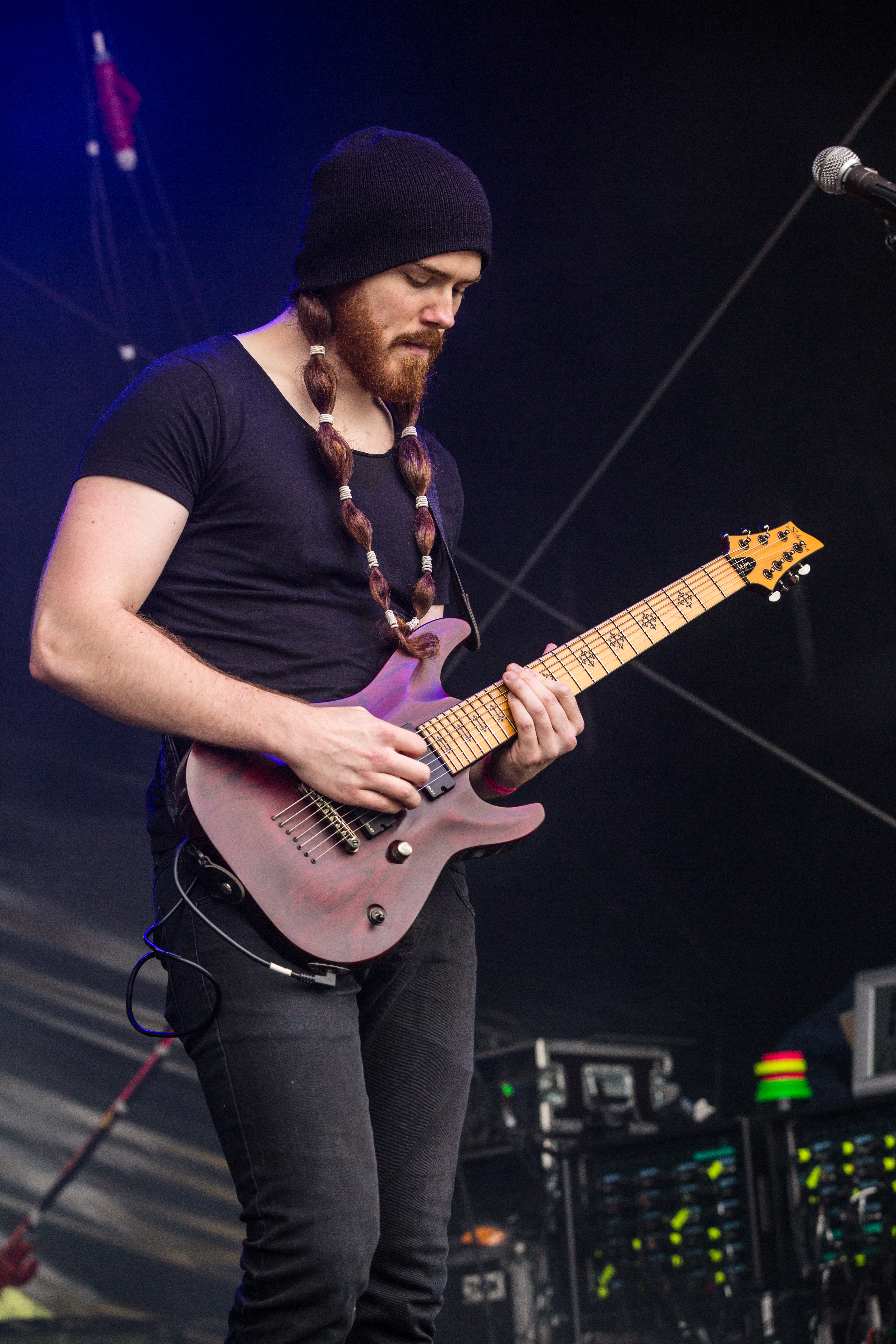
Florian Zack
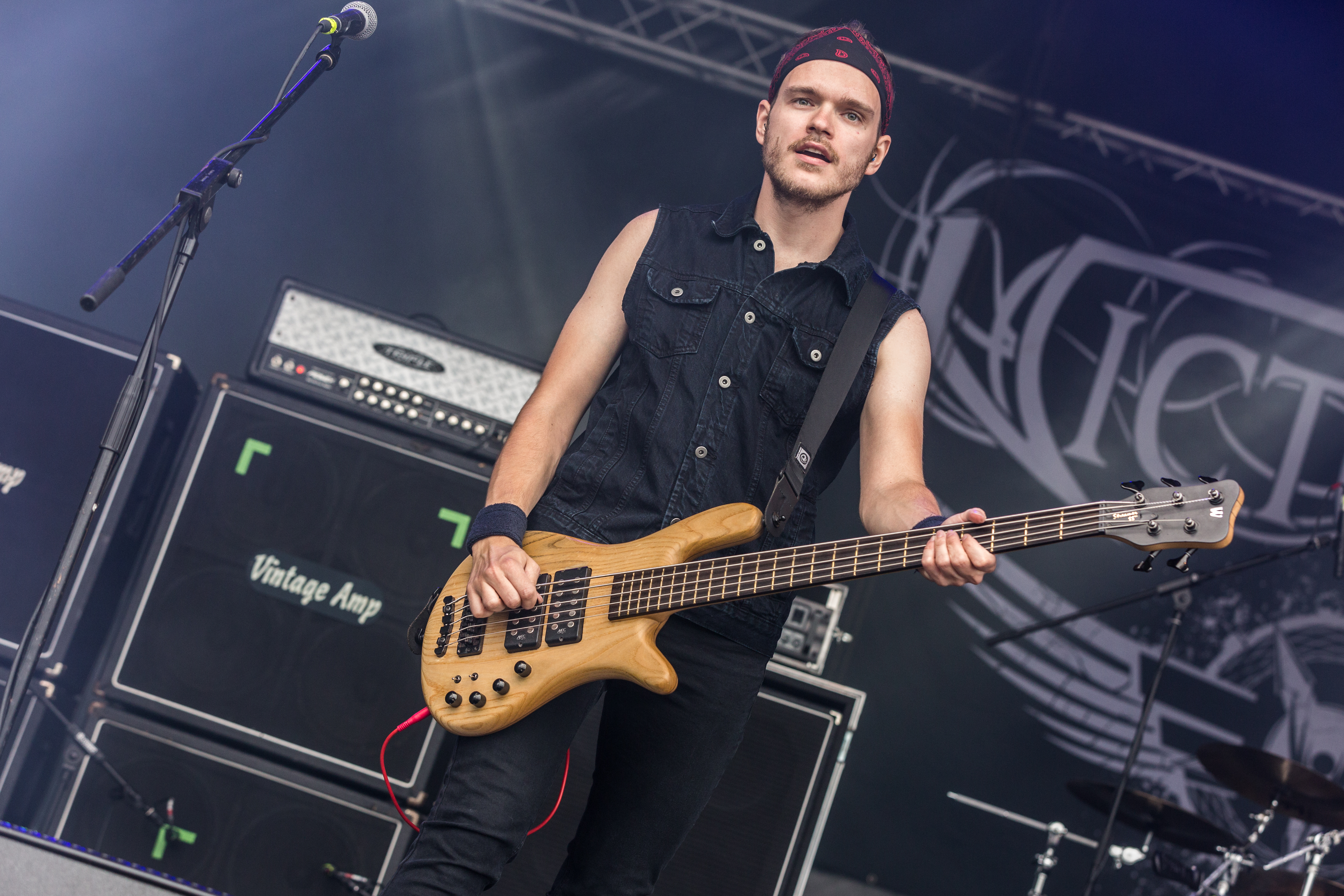
Andreas Dockhorn
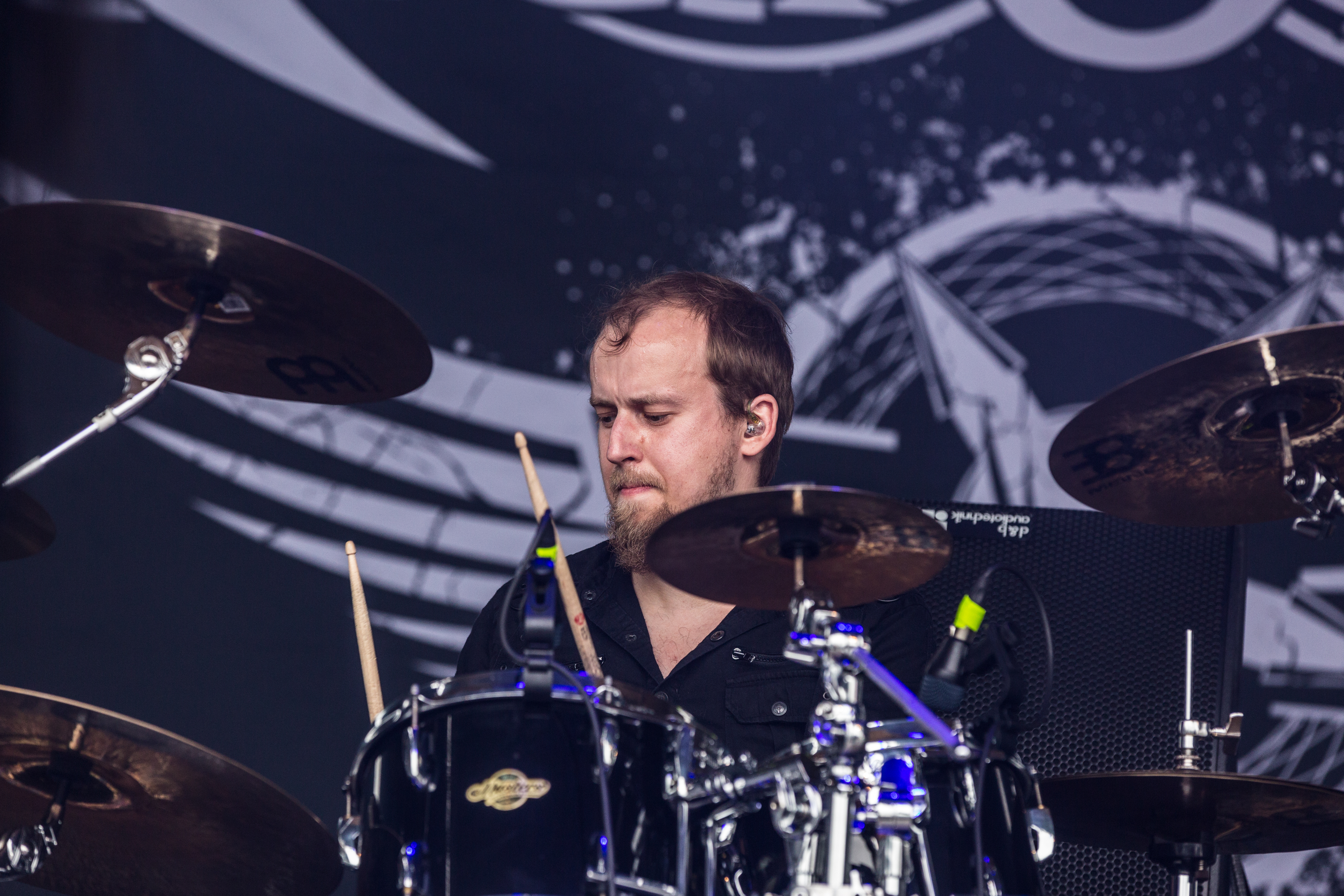
Frank Koppe

## Diskografie
- Unleash the Titans (2010)
- The Awakening (2013)
- Dreamchaser (2014)
- Heart of the Phoenix (2017)

EP
- Dinosaur Warfare: Legend of the Power Saurus (2018)